# Бальме Яків Васильович
Я́ків Васи́льович Бальме (22 березня 1873, Ромни — після 1945) — полковник Армії УНР.

## Життєпис
Яків Бальме народився 22 березня 1873 року у місті Ромни Полтавської губернії. У 1891 році вступив однорічником до 130-го піхотного Херсонського полку. У 1897 році закінчив Чугуївське піхотне юнкерське училище, вийшов підпрапорщиком до 74-го піхотного Ставропольського полку (Кам'янець-Подільський, згодом — Умань). У складі полку був командиром роти та батальйону.
Брав участь у Першій світовій війні. З 1916 року — полковник за бойові заслуги, командир батальйону 449-го піхотного Харківського полку. 14 серпня 1916 року був важко поранений у ногу, після одужання — помічник командира та командир (з літа 1917 року) 449-го піхотного Харківського полку. Під час Першої світової війни був нагороджений всіма орденами до Святого Володимира ІІІ ступеня з мечами та Георгіївською зброєю. Останнє звання у російській армії — полковник.
У жовтні 1917 року брав участь в українізації 449-го полку. З 20 серпня 1918 року — командир куреня 10-го пішого Липовецького полку Армії Української Держави. З жовтня 1918 року — помічник командира цього полку. З 2 червня 1919 року — старший помічник командира 2-го пішого Берестейського полку 1-ї Північної дивізії Дієвої армії УНР. 14 вересня 1919 року захворів на тиф та залишився у Вінниці, де 14 листопада 1919 року був схоплений білими. Згодом був відправлений до Одеси та зарахований рядовим до 48-го піхотного Одеського полку Збройних Сил Півдня Росії.
У січні 1920 року втік до Румунії, де перебував в українському таборі у Крево. З травня 1920 року був приділений до старшинської чоти штабу Тилу Армії УНР. Восени 1920 року — комендант міста Оринин (Подільська губернія, нині село Кам'янець-Подільського району). З листопада 1920 року знов приділений до старшинської чоти при штабі Тилу Армії УНР.
У 1920—1930-х рр. жив на еміграції у Польщі. У 1945 році виїхав до СРСР. Подальша доля невідома.